# Westerveldite
La westerveldite est un minéral de la classe des sulfures. Il a été nommé d'après Jan Westerveld (1905-1962), minéralogiste et géologue de l'université d'Amsterdam aux Pays-Bas.

## Caractéristiques
La westerveldite est un arséniure de formule chimique (Fe,Ni,Co)As. Elle cristallise dans le système orthorhombique. Sa dureté sur l'échelle de Mohs est de 5,5 à 6.

## Classification
Selon la classification de Nickel-Strunz, la westerveldite appartient à "02.C - Sulfures métalliques, M:S = 1:1 (et similaires), avec Ni, Fe, Co, PGE, etc." avec les minéraux suivants : achavalite, breithauptite, fréboldite, kotulskite, langisite, nickéline, sederholmite, sobolevskite, stumpflite, sudburyite, jaipurite, zlatogorite, pyrrhotite, smithite, troïlite, chérépanovite, modderite, ruthénarsénite, millérite, mäkinenite, mackinawite, hexatestibiopanickélite, vavřínite, braggite, coopérite et vysotskite.

## Formation et gisements
On la trouve en fines inclusions dans la mauchérite dans un contexte de minerais de chromite et nickéline (dans des roches ultramafiques serpentinisées). On la trouve associée à la mauchérite, la nickéline, la cobaltite, la löllingite nickelifère, la gersdorffite riche en fer et en cobalt, la rammelsbergite, l'antimoine natif et la serpentine.